# Ахиезер, Илья Александрович
Илья Александрович Ахиезер (2 марта 1938, Харьков — 13 мая 1989, там же) — советский физик-теоретик. Доктор физико-математических наук (1966), профессор (1970). Премия имени К. Синельникова АН УССР (1978) и имени Н. Крылова АН УССР (1989).

## Биография
Сын физика Александра Ильича Ахиезера. Окончил Харьковский университет (1959). Работал в Харьковском физико-техническом институте АН УССР (1959—1989), в частности в 1970—1989 — начальник лаборатории; с 1968 преподавал в Харьковском университете. Исследования в области теории ядра; плазмы, в частности флуктуаций в двутемпературной плазме; физики твердого тела, в частности теории магнетизма и аморфных металлов, радиационных повреждений, нелинейной динамики магнитодиэлектриков, рассеяние света в условиях магнитоакустического резонанса. Ахиезер получил ряд важных результатов в теории магнетизма металлов, теории неупорядоченных магнитных систем и стекла.

## Труды
- К теории реакций (Y, P) при энергиях выше порога рождения пиона. Киев, 1971 (соавтор);
- Колебания капли ферми-жидкости и гигантский резонанс в средних и тяжелых ядрах. Киев, 1972;
- К кинетической теории каскада столкновений в твердом теле. Харьков, 1975 (соавтор);
- Plasma Electrodynamics. Vol. 1. Linear Theory. Vol. 2. Non-linear theory and fluctuations. Oxford, 1975 (соавтор);
- К классической теории излучения быстрых частиц в кристаллах. Харьков, 1978 (соавтор);
- Электромагнетизм и электромагнитные волны. Москва, 1985 (соавтор);
- Введение в теоретическую радиационную физику металлов и сплавов. Киев, 1985 (соавтор);
- Модель металлического стекла. Москва, 1987;
- Самосогласованная модель стекол металл-металлоид. Москва, 1987;
- О диффузии в металлических стеклах вблизи температуры стеклования. Москва, 1988 (соавтор);
- О диффузии в неупорядоченных металлах. Москва, 1989 (соавтор).